# 薩拉米斯海戰 (前306年)
薩拉米斯海戰，發生在前306年賽普勒斯島的薩拉米斯近海。亞歷山大大帝去世後，他的兩位將軍兼繼業者托勒密和安提柯為了爭奪龐大的馬其頓帝國遺產，雙方於第四次繼業者之戰爆發衝突，其中安提柯之子德米特里率領艦隊在薩拉米斯海戰徹底摧毀托勒密的艦隊，獲得決定性勝利。
埃及總督托勒密佔據賽普勒斯島後，命弟弟墨涅拉俄斯為賽普勒斯島的統帥，並以此為基地向帝國亞細亞統帥安提柯治下的小亞細亞和黎凡特發動海上襲擊。前306年安提柯派遣他的的兒子德米特里率軍入侵該島，於島上東北角登陸後，德米特里率陸軍往島上城市薩拉米斯城進軍，於途中擊敗墨涅拉俄斯所率的陸上部隊，迫使敵人退回薩拉米斯城困守。在圍城戰中德米特里首度展現他在攻城武器設計和建造的才華天賦，後來為他贏得「攻城者」的綽號。儘管如此，墨涅拉俄斯依舊堅守薩拉米斯城直到援軍到來，這支援軍是由托勒密親自率領的埃及主力艦隊，托勒密他期望可以與墨涅拉俄斯夾擊下消滅德米特里的軍隊，一路沿著海路朝著薩拉米斯城前進。德米特里得知軍情後，對承擔的風險精心計算，他大膽只讓少數艦隊去阻礙來延滯墨涅拉俄斯與托勒密會合的時間，趁這機會自己集中艦隊在敵人會合前先與托勒密艦隊交戰。海戰的結果德米特里大獲全勝，不僅消滅埃及主力艦隊，也俘虜大批陸軍。此戰後墨涅拉俄斯獻出薩拉米斯城投降，隨後整座島都臣服於德米特里。
這場大勝不僅讓德米特里威名遠播，他的父親安提柯挾著此戰大勝的威名正式自立為國王巴西琉斯，正式建立安提柯王朝，結束自從國王亞歷山大四世被謀殺後的王位空缺期。安提柯在自立為王後第一時間，他也立自己兒子德米特里為共治王，隨著安提柯一世父子在繼業者之間率先稱王，其他繼業者起而效尤，紛紛自立為王，馬其頓帝國正式分裂。

## 背景
隨著亞歷山大大帝去世，繼業者戰爭爆發，埃及總督托勒密他在控制埃及本土後，進一步佔領了賽普勒斯島，並以此為基地向他的敵人安提柯沿海領地發動軍事行動。透過賽普勒斯島，托勒密的軍隊可以劫掠小亞細亞和黎凡特的沿海城市。在前306年前半，安提柯為了徹底解決這個威脅，他命令自己的長子德米特里去奪取賽普勒斯島。德米特里前一年率軍隊推翻馬其頓卡山德在雅典建立的政權，並讓雅典這座城市和鄰近的墨伽拉一同恢復民主體制，讓一些希臘城邦與安提柯和德米特里結盟。當德米特里收到父親的命令時他還在希臘本土，他隨後集結艦隊和大軍，於前306年從雅典出發前往賽普勒斯島，除了自己的艦隊外，雅典也提供30艘四列槳戰船（quadrireme）參戰。
在橫渡愛琴海後，德米特里率艦隊來到卡里亞沿岸，並依據其父安提柯與羅德島所簽訂的盟約，要求羅德島率領艦隊參戰。但羅德島人與托勒密保持友善關係，拒絕了參戰要求。德米特里繼續向東航行來到奇里乞亞，在這裡增援了一些部隊，隨後他率領艦隊和一支15,000名步兵和500名騎兵的大軍橫渡海洋來到賽普勒斯島，他的艦隊由53艘重型戰船和110艘輕型戰船組成，其中重型戰船包含7艘「七列槳」、10艘「六列槳」、20艘「五列槳」，輕型戰船大致上組成數量不明確，但主要由「四列槳」和「三列槳戰船」組成。德米特里即將面對的是托勒密的弟弟墨涅拉俄斯所率領的托勒密守軍，他擁有12,000名步兵和800名騎兵，以及一支60艘戰船組成的艦隊。

## 圍攻薩拉米斯和托勒密親自來援
德米特里於賽普勒斯島東北部的卡爾帕斯半島登陸，在那裏建造一個設有壕溝和木墻的堅固軍寨，德米特里以此為基地開始肆略該地區。他攻下城鎮卡爾帕斯和烏拉尼亞（Urania），將艦隊停註於此，自己率領陸軍往城市薩拉米斯進軍。墨涅拉俄斯也率領12,000名步兵和800名騎兵的軍隊前來阻止，雙方在城外八公里處展開薩拉米斯陸戰。此戰墨涅拉俄斯戰敗並在交戰中損失慘重，根據西西里的狄奧多羅斯記載埃及軍戰死1,000人且3,000人被俘，被迫率領殘軍退往薩拉米斯城堅守。對於戰俘，德米特里把他們釋放並編入自己軍中，然而這些墨涅拉俄斯的士兵試圖逃走，因此德米特里就把他們轉送回敘利亞，由其父安提柯管理。
接下來，墨涅拉俄斯在匆忙間佈署該城的城防措施，他在城牆上安置投石機，並派遣使者回埃及本土向兄長托勒密求援，同時德米特里也在準備攻城武器。這也是德米特里攻城武器的首度現世，他從亞洲召來精湛的工匠和高品質的木料和鐵料來打造大型攻城武器，其中包含兩座巨型衝車，外有巨大的護板來防護箭矢射擊。還有一座九層的巨型攻城塔「破城者」，這座可移動的攻城塔在每層上安置投石機和扭力弩砲，並由超過200名人員操作它，這些機具為德米特里後來贏得「攻城者」（Poliorcetes）的綽號。接著德米特里讓他的艦隊和攻城器具從海、陸兩個方向進攻這座港口城市。在幾天的攻勢後，德米特里的攻城武器從城牆上打破了一個缺口，他立刻下令對城中發動突擊，直到日落才被迫停止攻勢。薩拉米斯城此時情勢岌岌可危，當夜墨涅拉俄斯他收集易燃材料向德米特里的攻城武器發動夜襲，成功燒毀這些巨型機具，免除城市立即失守的危險。
托勒密收到弟弟的求援信後，他親自率領援軍和140艘戰船所組成的艦隊從亞歷山卓出發，來到賽普勒斯島西部沿海的帕福斯。這支艦隊噸位最大是「五列槳」，其他是由「四列槳」和「三列槳」戰船組成，還有200艘運兵船，戴有超過10,000名士兵。根據普魯塔克記載，托勒密發了一封通牒給德米特里，要求他立即從賽普勒斯島撤離，而德米特里回擊要求托勒密從希臘本土的戰略要地西库翁和科林斯撤軍的話，他就會照辦。
托勒密決定在晚上從基提翁夜航出發，繞過格雷科岬角急行來到薩拉米斯城，計畫對城外的德米特里海陸大軍發動一次急襲，若加上弟弟墨涅拉俄斯的60艘戰船，他在戰船總數上可以壓倒過德米特里，然而德米特里已經知道托勒密的動態。為了阻止敵人前後夾擊，德米特里在他的船上安置弩砲，讓他的精銳部隊登船成為海軍陸戰隊，之後讓一支10艘的小艦隊於薩拉米斯城港口前脫錨封鎖出入，要求他們盡力拖延墨涅拉俄斯的艦隊，來防止敵人從後方會師夾擊，自己則率領主力艦隊迎戰托勒密的艦隊。透過這樣的手段，德米特里清楚知道自己的風險，他必須在墨涅拉俄斯艦隊突破封鎖並攻擊自己背後前，先行擊破托勒密的主力艦隊。

## 海戰

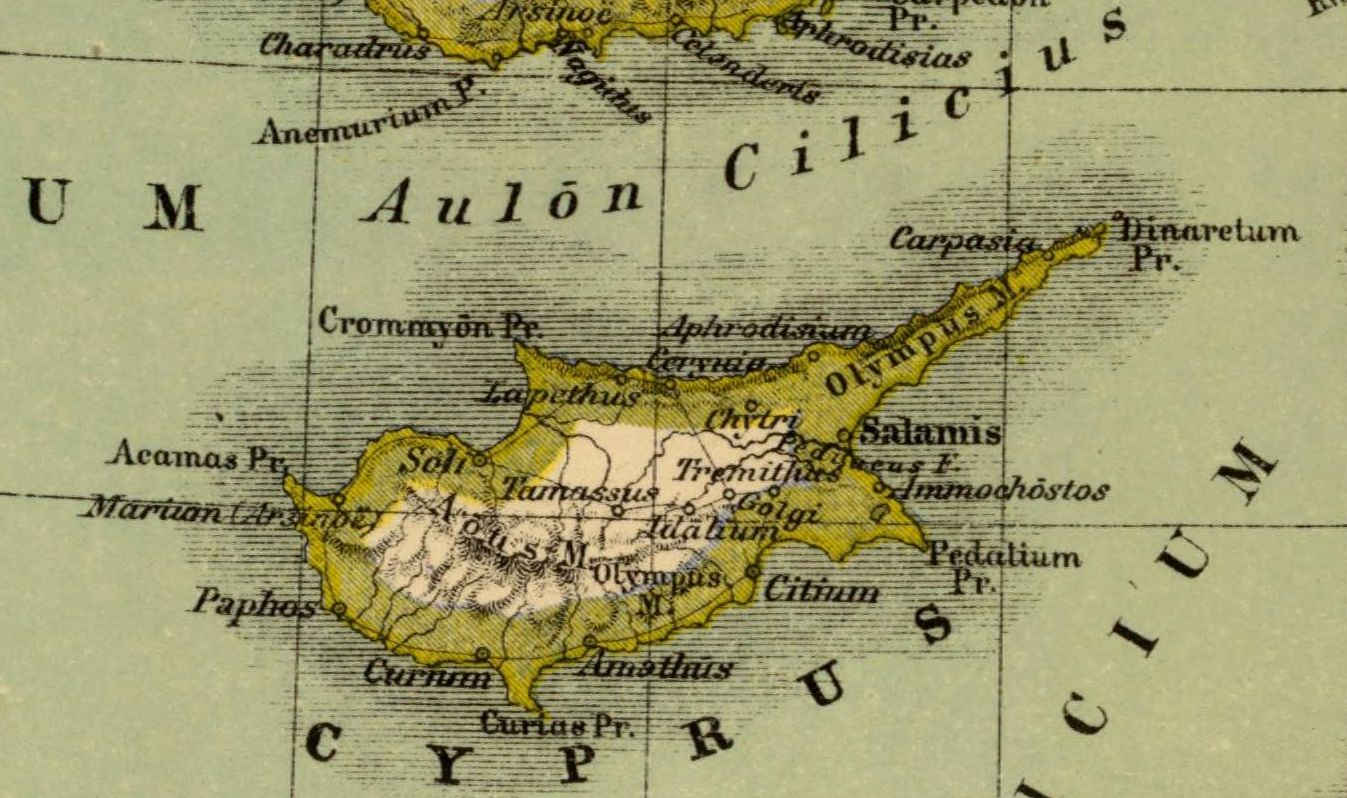
賽普勒斯島地圖

托勒密的艦隊在接近黎明前來到薩拉米斯城外海域，當他們第一眼見到遠處的薩拉米斯城的同時，也發現德米特里的艦隊已經排好戰鬥位置，準備以逸待勞。德米特里艦隊算上從來到賽普勒斯島時奪取的，總計約有180多餘艘戰船，其中多數是「五列槳」。他派遣安提西尼（Antisthenes）率10艘「五列槳」戰船在港灣狹小處封鎖薩拉米斯城港口，來阻止或延滯墨涅拉俄斯的60艘艦隊行動，自己率領大部分艦隊來對付托勒密主力。戰線上，德米特里在左翼集中自己最強大的戰艦群—7艘腓尼基的「七列槳」戰船、雅典的30艘「四列槳」、左翼後方是10艘「六列槳」和10艘「五列槳」。儘管德米特里本人所在的旗艦為一艘「七列槳」戰船，它佈署於左翼上，但整個左翼由艦隊提督拉里薩的邁迪亞斯指揮，他是整支艦隊的實質指揮者。中間戰列是由較輕型的戰船組成，由薩摩斯島的提米森（Themison）和佩拉的瑪耳緒阿斯指揮。右翼則是哈利卡那索斯的赫格西僕和科斯島的普勒斯提阿斯指揮，普勒斯提阿斯是艦隊的艦隊首席領航員（archikybernetes），等同副提督。托勒密見狀立即進行作戰佈署，命載運士兵的運兵船集結到戰列後方保持安全距離，如同德米特里的類似佈陣，托勒密把重型戰船佈署在自己的左翼並親自指揮。如同現代學者理查德·比洛斯指出，「這場海戰就是兩位指揮官比賽，看誰先用自己強大的左翼擊敗敵人的右翼，然而再轉頭夾擊敵人的中央戰列」，或者比「墨涅拉俄斯艦隊是否可以即時突破封鎖，來與托勒密前後夾擊」
西西里的狄奧多羅斯提供較完整、也較具可信度的戰役記載，他提到雙方艦隊接近到差不多3個斯塔德（約550米）的距離時，托勒密和德米特里艦隊亮出象徵攻擊訊號的鍍金盾牌，雙方開始交火，戰船提速準備進行沖角衝擊。在戰役中狄奧多羅斯提到雙方交戰主要以沖角和接舷戰術以及投射武器交火為主的戰況：
最早是使用弓箭和弩炮，然后是有如阵雨的标枪，他们会给投射距离之内的人员带来伤亡；等到船只开始接触，引发暴力的冲突，甲板上面的士兵保持蹲伏的姿态，操桨手受到领班的驱策，吆喝声中带着绝望的神情躬身划动船桨。只要疾驶的船只聚集在一起，过于接近会将彼此的船桨折断，这样一来有些船只变得无法逃脱也不能追赶，船上的人虽然热衷于投身战斗，但受到阻挠不能参加会战。很多船只用船头的撞角互相撞击，接着后退再重新发起冲刺，船上的士兵对于近在眼前的目标，彼此都会张弓不停射出箭矢。

当他们的船长对敌人的船只施以侧舷的冲击，船头的撞角陷入船身无法动弹的时候，手下的人就会跳到对方的船上，接着带来严重的伤亡，没有一方可以全身而退；所有的人在船只接近之际，要紧抓船上的横梁或栏杆，只要不慎失足跌落海中，立刻会被站在上方的敌人用长矛戳死；另外有些人的接战非常顺利，杀死几个敌人以后，逼得剩下的人在狭窄的甲板上无法立足，最后都被迫从船上跳进海中。整个战斗过程真是变化多端而且让人感到不可思议：很多次那些弱势的一方占到上风，在于他们的船只有高耸的船身，反倒是战力较强的一方因为位置居于劣势惨遭失败，战斗产生的结果毫无成规可以遵循。提起陆地上面的战斗，要是没有来自外部或出于偶然的干扰，英勇可以明显让人占到上风；海战的影响因素太多而且极其复杂，这方面根本没有道理可言，他们就能打败过去靠着本领赢得胜利的人。——西西里的狄奧多羅，《希臘史綱》，
德米特里本人在戰鬥中格外英勇，當托勒密士兵接舷攻上他的旗艦時，「成群的敌人向他冲杀过去，有的被他掷出的标枪射中倒地身亡，有的在近距离被他用长矛戳死。虽然很多不同种类的投射武器把他当成目标，但有些在他看到以后及时避开，有的靠着铠甲提供防护」。他的三位護衛在戰鬥中帶著盾牌保護他，其中一位身中標槍而亡，另兩位受到重傷。參戰的雅典艦隊也表現出色，戰後德米特里從戰利品中分給雅典人共1,200套戰甲。最後德米特里的左翼急破敵人的右翼，托勒密右翼整個潰散，戰敗恐慌慌也捲襲靠近該翼的其他中央陣列戰船。托勒密本人也以最重型戰船為旗艦，並在他自己左翼親自指揮，他成功率領他最精銳的艦隊擊破德米特里的右翼艦隊。但回頭過來他發現自己的左翼不僅早被德米特里擊敗，連帶中央的艦隊也已經潰散，德米特里正挾著勝利的軍威迫進過來，無可奈何下托勒密只得帶著剩下的艦隊退出戰場。在另一方面，據守薩拉米斯城的墨涅拉俄斯在海戰爆發時，命令墨諾提俄斯率領60艘戰船前去增援托勒密，但他們遭到德米特里10艘戰船阻擊，經過一番戰鬥擊退敵軍後來到主戰場，發現慢了一步，此時德米特里已經獲得戰役勝利。

## 戰後
德米特里戰勝後，命尼翁（Neon）和布瑞克斯（Burichus）追擊殘兵並拯救那些落海的士兵，而自己乘著旗艦凱旋回母港。根據狄奧多羅斯記載，德米特里的艦隊只有20艘戰船損壞無法繼續航行，但只要再經過修理後這些船隻還能繼續服役。此戰後托勒密損失慘重，不僅100艘運兵船被俘，船上的8,000名士兵也淪為階下囚，托勒密海軍中40艘戰艦也連船員一起被俘虜，還有80艘戰船喪失動力，最後都被勝利者一一拖回。古希臘歷史學家普魯塔克則提到，托勒密當時僅有8艘戰船與他自己可以脫身，其他70艘戰船被俘。在眾多的戰俘中，托勒密的情婦雅典的拉彌亞也落入德米特里之手，她後來成為德米特里的情婦。托勒密還有一個兒子列昂提斯庫斯（Leontiscus）也被俘。戰後德米特里派遣米利都的阿里斯托德穆斯乘著他的旗艦返回敘利亞，向安提柯報告這個大捷。
托勒密在慘敗後只得退回埃及本土，墨涅拉俄斯被迫帶著守軍一同向德米特里投降，這使德米特里的力量更加盛大。接著下一步德米特里占領全島，並把當地守軍收入自己麾下。根據狄奧多羅斯記載，接收降兵後德米特里的總兵力達到16,000名步兵和800名騎兵。儘管雙方的敵對立場，托勒密和德米特里之間交流依舊仍保持君子風度，互相尊重。早在前312年春加薩戰役中托勒密大勝德米特里，當時托勒密就無條件釋放被俘虜的德米特里士兵和輜重隊伍，後來德米特里在隔年的邁烏斯（Myus）勝利時也同等手法回報托勒密。在薩拉米斯海戰大捷後他繼續維持這種君子作風，他立即釋放墨涅拉俄斯和拓勒密其他親屬與夥友，也允許他們帶走私人財物。多年後，當托勒密於前295年奪回賽普勒斯島時，於薩拉米斯俘虜了德米特里母親斯特拉托妮可和孩子，托勒密也保持君子風度釋放了她們。

## 影響
在前309年卡山德謀殺國王亞歷山大四世之後，馬其頓王位一直空缺。當安提柯收到德米特里大勝的消息，他趁著這個威名宣布自己是新的馬其頓人國王巴西琉斯，建立安提柯王朝，並立德米特里為自己的共治王兼繼承人。其他的繼業者也效法，紛紛以其他戰功來自立為王，至此亞歷山大帝國正式解體。在稱王後，安提柯一世趁著托勒密在薩拉米斯海戰大敗軍力衰弱之際，於同年秋季發動大規模入侵埃及行動，但本次作戰遭到失利。隔年德米特里一世率軍入侵羅德島，在羅得圍城戰也未取得勝果。最終於前302年，亞歷山大大帝剩下的繼業者托勒密一世、塞琉古一世、利西馬科斯、卡山德再度聯合起來，於伊普蘇斯戰役擊敗安提柯一世和德米特里一世。戰後安提柯被殺，他的領土也被勝利者瓜分。德米特里從戰場上倖存，由於他靠著強大的艦隊，仍可以控制西頓、泰爾、科林斯和西小亞細亞許多沿海城市，以及賽普勒斯島、基克拉澤斯和愛琴海一些島嶼。在往後的日子，當德米特里一世對黎凡特或雅典和希臘南部發動攻勢時，賽普勒斯島就是他的重要作戰基地，直到前295年他在希臘作戰時，托勒密趁機攻佔了這座島嶼。
現代學者認為薩莫色雷斯的勝利女神雕像可能是為了紀念某次海戰勝利而雕，這場海戰的可能候選者有三，分別為前322年的阿瑪格斯戰役，前261年或前255年的科斯島戰役，以及本條目前306年的薩拉米斯海戰。

## 註腳
1. ↑  Billows 1990，第151–152頁.
2. ↑  Billows 1990，第146–151頁.
3. ↑  Billows 1990，第151, 227頁.
4. ↑  Billows 1990，第151, 202–203, 207–208頁.
5. ↑  Billows 1990，第151–152, 153 （註 38）頁.
6. 1 2 3 4  Billows 1990，第152頁.
7. ↑  Diodorus Siculus，20.47.2.
8. ↑  Diodorus Siculus，20.47.2–4.
9. ↑  Diodorus Siculus，20.47.7–8 & 20.48.1–3.
10. ↑  Billows 1990，第152–153頁.
11. ↑  Diodorus Siculus，20.48.4–7.
12. 1 2  Billows 1990，第153頁.
13. ↑  Diodorus Siculus，20.49.1–2.
14. ↑  Plutarch，Demetrius, 15.2.
15. ↑  Billows 1990，第153–154頁.
16. ↑  Diodorus Siculus，20.49.3–5, 20.50.5.
17. ↑  Billows 1990，第153–154, 267頁.
18. ↑  Diodorus Siculus，20.50.1–4.
19. ↑  Diodorus Siculus，20.50.5–6.
20. 1 2 3 4  Billows 1990，第154頁.
21. ↑  Billows 1990，第154–155 (note 39)頁.
22. ↑  Diodorus Siculus，20.51.1–2.
23. ↑  Diodorus Siculus，20.51.2–5.
24. ↑  Diodorus Siculus，20.52.1–2.
25. ↑  Diodorus Siculus，20.52.3 & 20.52.5.
26. ↑  Diodorus Siculus，20.52.4 & 20.52.6.
27. ↑  Plutarch，Demetrius, 16.2.
28. ↑  Plutarch，Demetrius, 16.3–4.
29. 1 2 3  Billows 1990，第155頁.
30. 1 2  Diodorus Siculus，20.53.1.
31. ↑  Plutarch，Demetrius 17.2.
32. ↑  Plutarch，Demetrius, 16.4.
33. ↑  Plutarch，Demetrius, 5.2–3.
34. ↑  Plutarch，Demetrius, 6.2–3.
35. ↑  Plutarch，Demetrius, 17.1.
36. ↑  Plutarch，Demetrius, 35.3 & 38.1.
37. ↑  Billows 1990，第155–159頁.
38. ↑  Diodorus Siculus，20.53.2.
39. ↑  Billows 1990，第162–164頁.
40. ↑  Billows 1990，第164–169頁.
41. ↑  Billows 1990，第169–185頁.
42. ↑  Murray 2012，第121–122頁.
43. ↑  Lawrence, A. W. . Journal of Hellenic Studies. 1926, 46: 213–218. JSTOR 625309. doi:10.2307/625309.